# Psiadia montana
Psiadia montana là một loài thực vật có hoa trong họ Cúc. Loài này được (Cordem.) Baill. miêu tả khoa học đầu tiên.